# Echeveria agavoides
Echeveria agavoides es una especie de planta suculenta de la familia Crassulaceae. Es endémica de las zonas rocosas y áridas de México.